# 聖龍戰記
《聖龍戰記》是一款由世嘉於1996年發行在世嘉土星主機上的戰略角色扮演遊戲。

## 概要
基本遊戲系統類似光榮三國志系列，玩家扮演君主，透過內政系統治理國家，並且派出旗下武將統一全國。
不過此遊戲更偏重在戰鬥部分，在當時以號稱百人對百人的創新即時戰鬥著稱，內政系統相較下只算點綴。然而諷刺的是，此戰鬥系統並未在日本獲得太大回響，後來跟進者不多，反到是被台灣遊戲三國群英傳翻作並推出了數個續作。
遊戲共有八位君主，玩家可以任選一位來體驗不同的故事和立場，
除此之外還有許多隱藏事件，因此可說是非常耐玩，算是世嘉土星的代表作之一。

## 開發秘辛
遊戲原本由一間名為 J-Force（日语：Jフォース）的小公司開發，然而公司開發途中倒閉，之後才轉由世嘉支援繼續完成開發。因此一開始開發的小組核心成員（大多被欠薪），其實早在遊戲發售前就大多離職到其他公司。

## 外部連結
- 【SS】聖龍戰記 - 巴哈姆特（页面存档备份，存于）